# 殺意の瞬間
『殺意の瞬間』（Voici le temps des assassins）は、1956年に公開されたフランスの犯罪映画。監督はジュリアン・デュヴィヴィエ。出演はジャン・ギャバンなど。

## キャスト
※括弧内は日本語吹替（初回放送1969年6月8日『日曜洋画劇場』）
- アンドレ：ジャン・ギャバン（森山周一郎）
- カトリーヌ：ダニエル・ドロルム（赤沢亜沙子）
- ジェラール：ジェラール・ブラン
- アンドレの母：ジェルムーヌ・ケルジャン
- ガブリエル：リュシエンヌ・ボガエル
- ジュール：ガブリエル・フォンタン
- ブービエ：ロベール・アルノー

## スタッフ
- 監督：ジュリアン・デュヴィヴィエ
- 脚本：ジュリアン・デュヴィヴィエ、シャルル・ドラ、P・A・ブレアル
- 原案：ジュリアン・デュヴィヴィエ、シャルル・ドラ、モーリス・ベッシー
- 撮影：アルマン・ティラール
- 編集：マルト・ポンサン
- 音楽：ジャン・ウィエネル